# Liste der Biografien/Brey
Liste der Biografien |
Portal Biografien |
Personensuche
# |
A |
B |
C |
D |
E |
F |
G |
H |
I |
J |
K |
L |
M |
N |
O |
P |
Q |
R |
S |
T |
U |
V |
W |
X |
Y |
Z |
?
 
Ba |
Be |
Bd |
Bg |
Bh |
Bi |
Bj |
Bl |
Bm |
Bn |
Bo |
Br |
Bs |
Bu |
Bw |
By |
Bz
 
Bra |
Brc |
Brd |
Bre |
Brg |
Bri |
Brj |
Brk |
Brl |
Brn |
Bro |
Brp–Brt |
Bru |
Brv |
Bry |
Brz
 
Brea |
Breb |
Brec |
Bred |
Bree |
Bref |
Breg |
Breh |
Brei |
Brej |
Brek |
Brel |
Brem |
Bren |
Breo |
Brep |
Breq |
Brer |
Bres |
Bret |
Breu |
Brev |
Brew |
Brex |
Brey |
Brez
Die Liste der Biografien führt alle Personen auf, die in der deutschsprachigen Wikipedia einen Artikel haben. Dieses ist eine Teilliste mit 70 Einträgen von Personen, deren Namen mit den Buchstaben „Brey“ beginnt.

## Brey
- Brey, August (1864–1937), deutscher Politiker (SPD), MdR
- Brey, Betty (1931–2015), US-amerikanische Schwimmerin
- Brey, Carter (* 1954), US-amerikanischer Cellist und Musikpädagoge
- Brey, Christian (* 1973), deutscher Schauspieler und Regisseur
- Brey, Georg (1784–1854), deutscher Brauer
- Brey, Henriette (1875–1953), deutsche Schriftstellerin
- Brey, Kurt (* 1948), deutscher Architekt, Stadtplaner und Hochschullehrer
- Brey, Leandro (* 2002), argentinischer Fußballtorhüter
- Brey, Ludwig (1821–1897), deutscher Braumeister
- Brey, Ricardo (* 1955), kubanisch-belgischer Konzeptkünstler, Bildhauer, Installationskünstler und Zeichner

### Breyc
- Breycha, Arthur (1826–1885), österreichischer Beamter und Politiker, Landtagsabgeordneter
- Breycha-Vauthier, Arthur (1903–1986), österreichischer Diplomat

### Breyd
- Breydel, Jan, Anführer der Brügger Frühmette, dem blutigen Aufstand gegen den französischen König Philipp den Schönen

### Breye
- Breyel, August (1886–1952), Kurdirektor, Bürgermeister und Stadtdirektor
- Breyer P-Orridge, Lady Jaye (1969–2007), amerikanische Krankenschwester, Keyboardspielerin und SängerinLady Jaye Breyer P-Orridge (1969–2007)

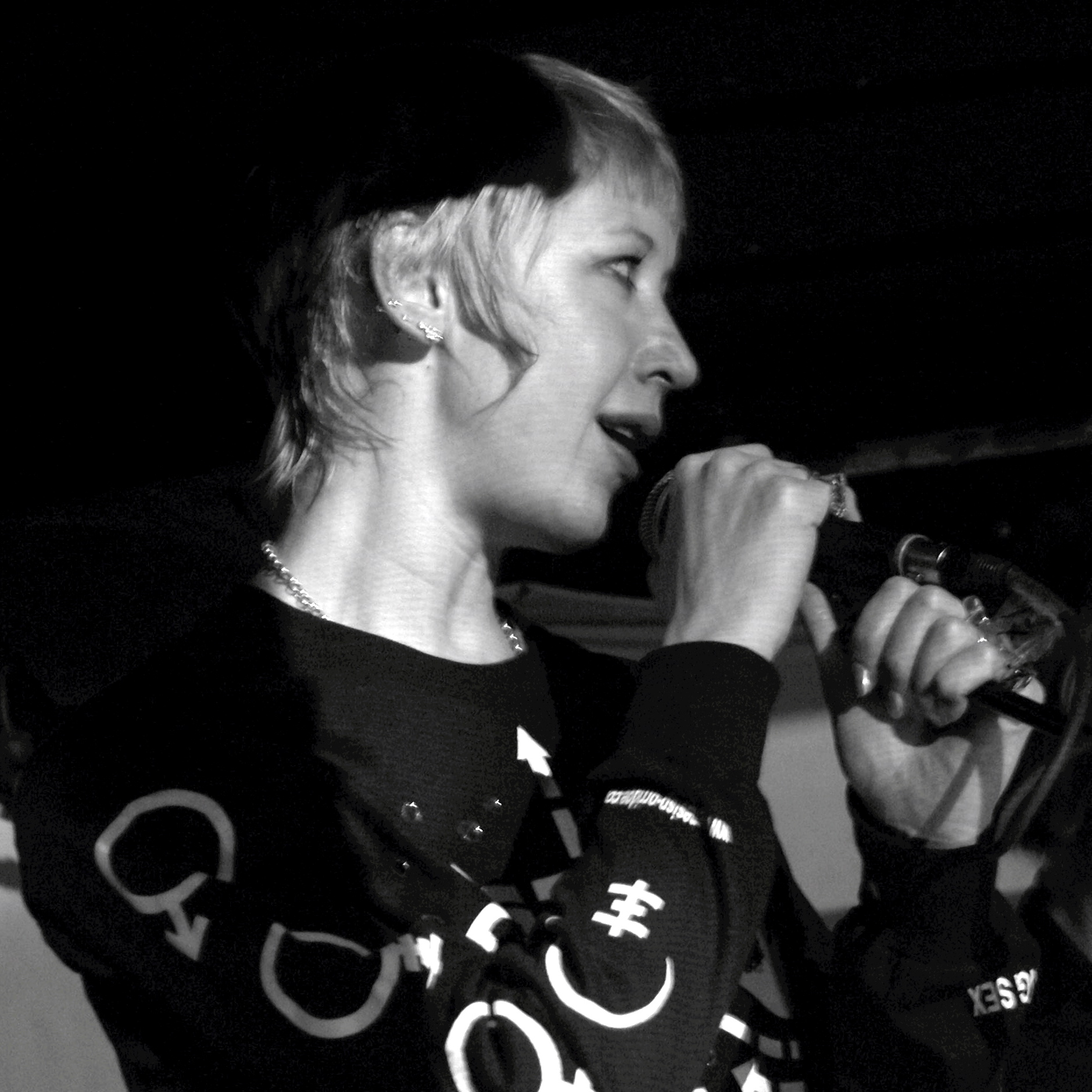
Lady Jaye Breyer P-Orridge (1969–2007)

- Breyer, Albert (1889–1939), deutsch-polnischer Heimatkundler und Lehrer
- Breyer, Francis (* 1977), deutscher Ägyptologe
- Breyer, Franz-Josef (1935–2022), deutscher Kinderarzt und Politiker (FAMILIE)
- Breyer, Friedrich (* 1950), deutscher Ökonom
- Breyer, Gyula (1893–1921), ungarischer Schachspieler
- Breyer, Hans-Ulrich (* 1957), deutscher Geiger, Bratscher, Komponist und Dirigent
- Breyer, Hiltrud (* 1957), deutsche Politikerin (Bündnis 90/Die Grünen), MdEP
- Breyer, Jochen (* 1982), deutscher FernsehmoderatorJochen Breyer (* 1982)

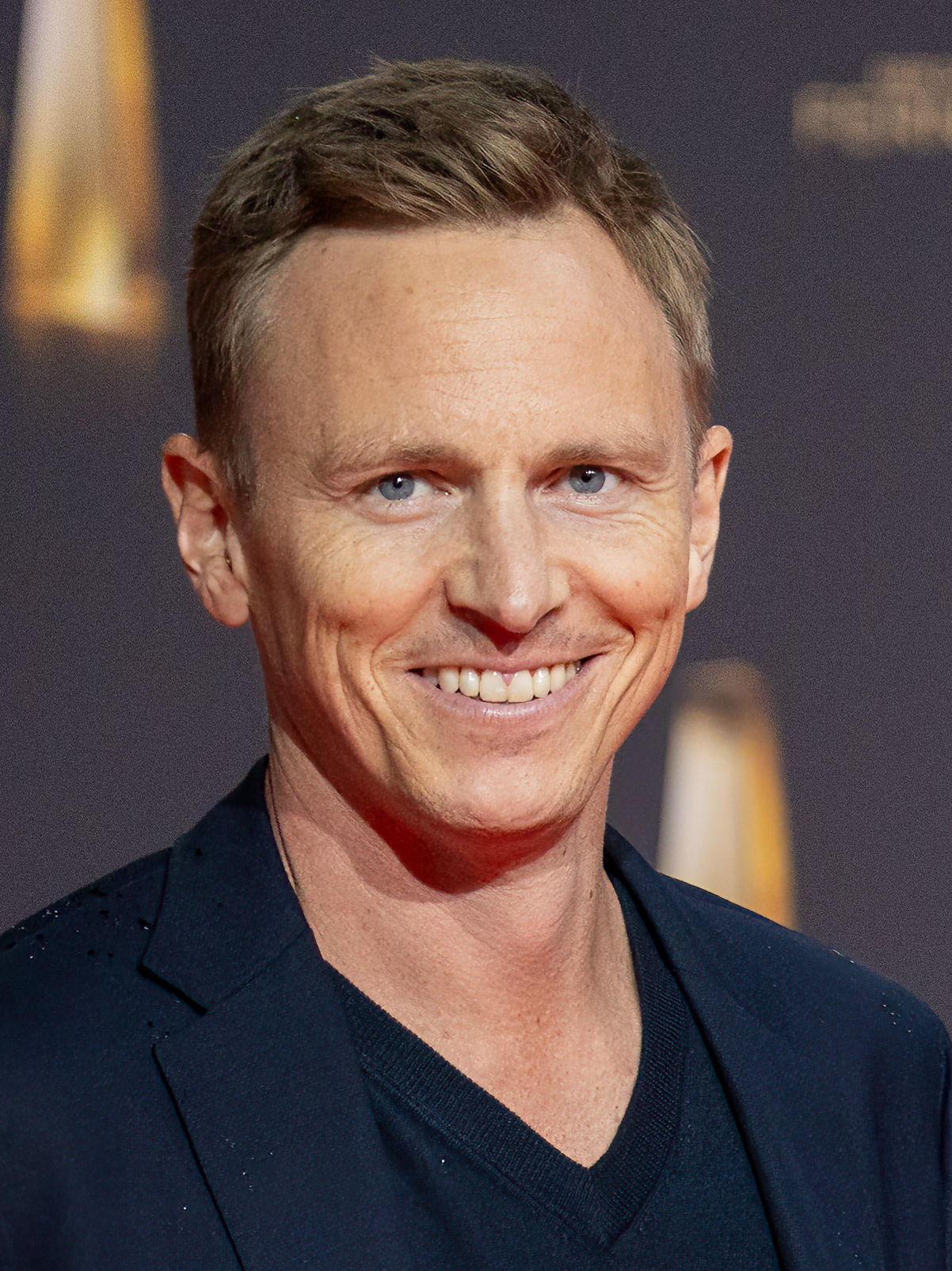
Jochen Breyer (* 1982)

- Breyer, Johann (1925–2014), deutsch-US-amerikanischer Wachmann im KZ Buchenwald und in Auschwitz
- Breyer, Johann Christoph Friedrich (1749–1777), deutscher Rechtswissenschaftler und Hochschullehrer
- Breyer, Johann Friedrich (1738–1826), deutscher evangelischer Geistlicher, Philosoph und Hochschullehrer
- Breyer, Johann Gottlieb (1715–1796), deutscher Verwaltungsjurist
- Breyer, Karl Magnus von (1746–1813), deutschbaltischer Marineoffizier und Vizeadmiral der Kaiserlich Russischen Marine
- Breyer, Karl Wilhelm Friedrich von (1771–1818), deutscher Historiker und Hochschullehrer
- Breyer, Patrick (* 1977), deutscher Datenschützer, Bürgerrechtler und Politiker (Piratenpartei)
- Breyer, Ralph (1904–1991), US-amerikanischer Schwimmer
- Breyer, Richard (1917–1999), deutscher Historiker
- Breyer, Robert (1866–1941), deutscher Maler und Zeichner
- Breyer, Stephen (* 1938), amerikanischer Jurist, Richter am Obersten Gerichtshof der Vereinigten Staaten
- Breyer, Thiemo (* 1981), deutscher Philosoph und Hochschullehrer
- Breyer, Victor (1869–1960), französischer Sportjournalist und -funktionär
- Breyer, Waldemar (1885–1965), deutscher Verwaltungsbeamter
- Breyer-Mayländer, Thomas (* 1971), deutscher Hochschullehrer, Professor für Medienmanagement

### Breyf
- Breyfogle, Norm (1960–2018), US-amerikanischer Comiczeichner

### Breyg
- Breyger, Yevgeniy (* 1989), deutschsprachiger Lyriker, Übersetzer und Herausgeber

### Breyl
- Breyl, Hans (1878–1958), Abgeordneter des Provinziallandtages der Provinz Hessen-Nassau

### Breym
- Breymaier, Leni (* 1960), deutsche Gewerkschafterin und Politikerin (SPD)Leni Breymaier (* 1960)

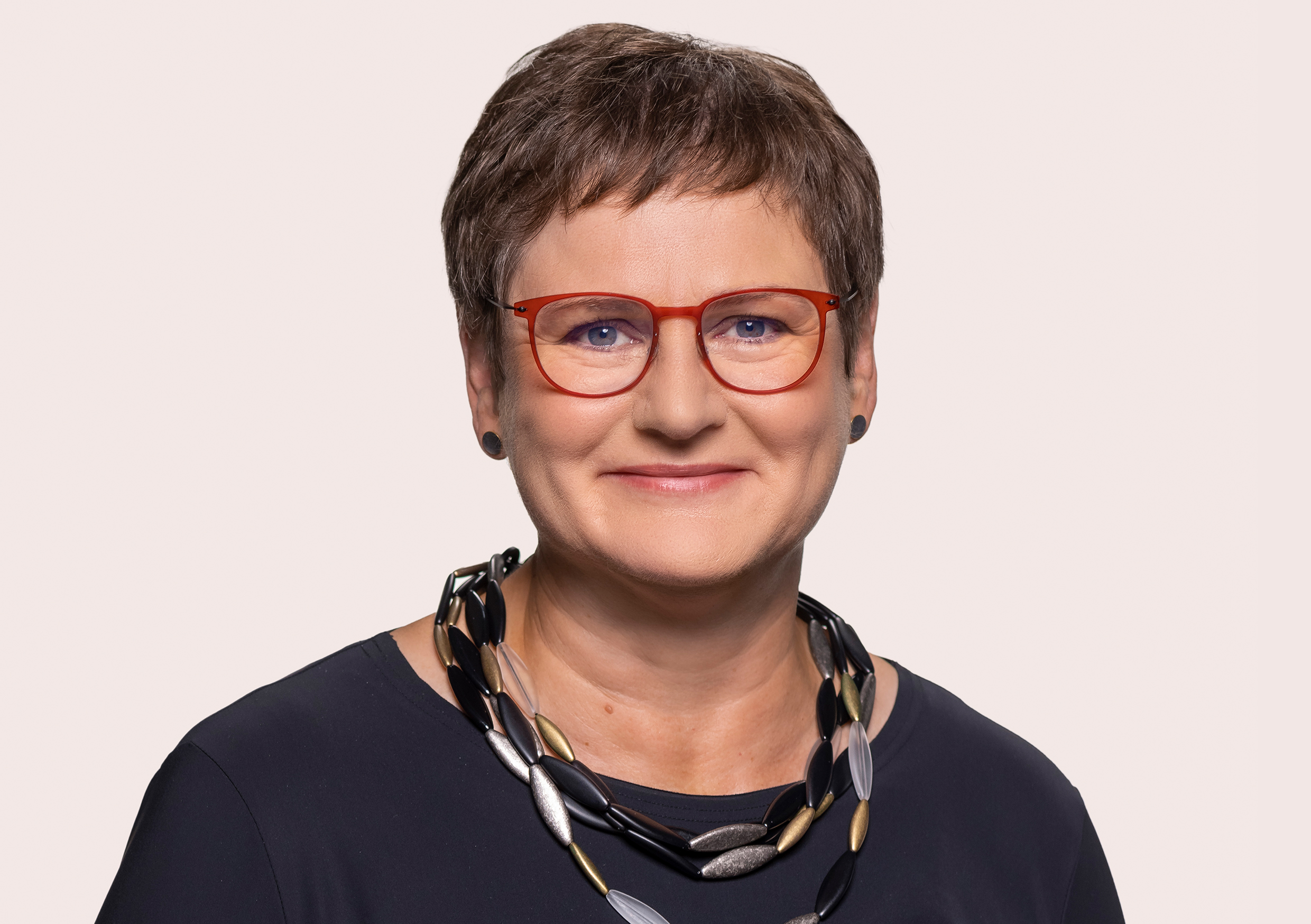
Leni Breymaier (* 1960)

- Breymann, Adolf (1839–1878), deutscher Bildhauer
- Breymann, Arnold (1866–1933), deutscher Christlicher Archäologe und Lehrer
- Breymann, Christian (* 1962), deutscher Gynäkologe, Geburtshelfer und Hochschullehrer
- Breymann, Gustav Adolf (1807–1859), deutscher Architekt und Hochschullehrer, Ehrenbürger der Stadt Stuttgart
- Breymann, Hans (1850–1903), deutscher Architekt und Baubeamter
- Breymann, Hans (1873–1958), deutscher Rechtsanwalt, Notar und Genealoge
- Breymann, Heinrich von († 1777), braunschweigischer Offizier
- Breymann, Helmut (1911–1944), deutscher Politiker (NSDAP), MdR
- Breymann, Hermann (1842–1910), deutscher Romanist
- Breymann, Hermann (1898–1958), deutscher Politiker der SPD
- Breymann, Karl (1807–1870), österreichischer Forstwissenschaftler und Mathematiker
- Breymann, Ulrich (* 1949), deutscher Informatiker, Hochschulprofessor und Autor
- Breymayer, Reinhard (1944–2017), deutscher Philologe, Pietismusforscher und Experte für die Geschichte der Rhetorik

### Breyn
- Breynat, Gabriel (1867–1954), französischer Ordensgeistlicher, römisch-katholischer Apostolischer Vikar von Mackenzie
- Breynck, Andreas (1888–1957), deutscher Fußballspieler und Leichtathlet
- Breyne, Jakob (1637–1697), deutscher Kaufmann und Botaniker
- Breyne, Johann Philipp (1680–1764), deutscher Botaniker und Zoologe
- Breyne, Jonathan (* 1991), belgischer Radrennfahrer
- Breyne, Lucie (* 2000), belgische Hockeyspielerin
- Breyner, Nicolau (1940–2016), portugiesischer Schauspieler, Drehbuchautor und Regisseur

### Breyr
- Breyre, Jos (1902–1995), belgischer Jazzmusiker (Posaune)

### Breys
- Breysig, Johann Adam (1766–1831), deutscher Architekt, Maler und Kunsterzieher
- Breysig, Kurt (1866–1940), deutscher Historiker

### Breyt
- Breytenbach, Breyten (1939–2024), französischer Schriftsteller, Anti-Apartheid-Aktivist und MalerBreyten Breytenbach (1939–2024)

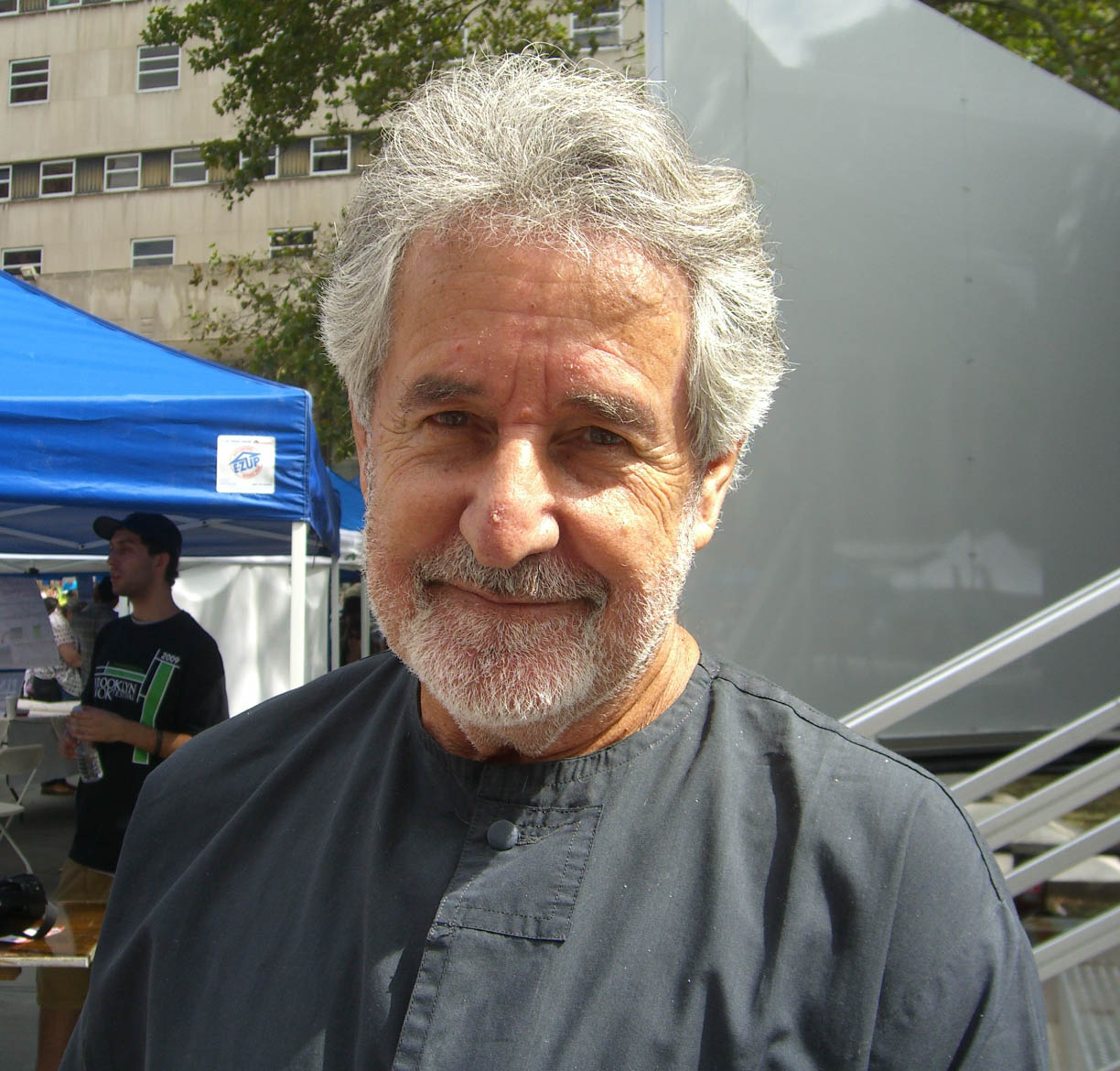
Breyten Breytenbach (1939–2024)

- Breytenbach, Cilliers (* 1954), südafrikanischer evangelischer Theologe und Neutestamentler
- Breytenbach, Garth (* 1979), südafrikanischer Schauspieler
- Breytenbach, Jan (1932–2024), südafrikanischer Offizier und Autor

### Breyv
- Breyvogel, Tim (* 1978), deutscher Schauspieler